# ادوارد لو (دزد دریایی)
ادوارد لو (انگلیسی: Edward Low؛ 1690 – 1724 (aged ۳۳–۳۴)) اهل پادشاهی بریتانیای کبیر و از دزدان دریایی برجسته و مشهور انگلیسی بود. لو را از برجسته‌ترین دزدان دریایی اواخر دوران طلایی دزدی دریایی به‌شمار می‌آورند. او متولد وست‌مینستر بود که دستبرد و دزدی را از همان سنین کم آغاز نمود. در دوران جوانی به بوستون و ایالت خلیج ماساچوست کوچ نمود. همسر او در اواخر سال ۱۷۱۹ و هنگام وضع‌حمل جان سپرد. دو سال بعد، او در حالی تبدیل به یک دزد دریایی گردید که مناطق نیو انگلند، آزور و کارائیب، محدودهٔ قلمرو وی را تشکیل می‌داد.
لو ناخدای چند کشتی بوده است و معمولاً بر یک ناوگان کوچک مشتمل بر ۳ یا ۴ کشتی فرمان می‌راند. این دزد دریایی و خدمه‌اش در طول فعالیت کوتاه‌مدت خود دست‌کم صد کشتی را تصرف نمودند و تعداد بسیاری از آنها را نیز به آتش کشیدند. هر چند دوران خدمت وی در قامت دزدی دریایی تنها ۳ سال بود، اما در همین دوران به عنوان یکی از شرورترین و بدنام‌ترین دزدان دریایی شناخته می‌شود. لو همچنین شهرت بسزایی در شکنجهٔ قربانیان، پیش از به قتل رساندن آنها داشت.
سر آرتور کانن دویل، از ادوارد لو به عنوان فردی وحشی و مستاصل یاد کرده که سرشار از خوی شگفت‌انگیز وحشیگری گروتسک بود. نیویورک تایمز وی را شکنجه‌گری نامید که روش‌های مورد استفاده‌اش، به وضوح یادآور تاریک ترین روزهای تفتیش عقاید اسپانیایی بود. شرایط منتج به مرگ لو که در حدود سال ۱۷۲۴ اتفاق افتاد، باعث ایجاد گمانه‌زنی‌های بسیاری گشته است.

## آغاز زندگی
بنا بر اظهارات چارلز جانسن نویسندهٔ کتاب تاریخ عمومی دزدان دریایی، ادوارد لو در سال ۱۶۹۰، در وست مینستر انگلستان متولد شد. از وی به عنوان فردی متقلب، حیله‌گر، عامی و بی‌سواد یاد شده که سرشار از خوی نزاع و درگیری بود. لو همچنین در خیابان‌های محدودهٔ زندگی‌اش به وحشیگری شهره بود و خشونت را رواج می‌داد. در روزگار جوانی، به قماربازی و جیب‌بری اشتغال داشت و با خدمتکاران اشخاص نزدیک به مجلس عوام بریتانیا قاپ‌بازی می‌کرد.

## نگارخانه

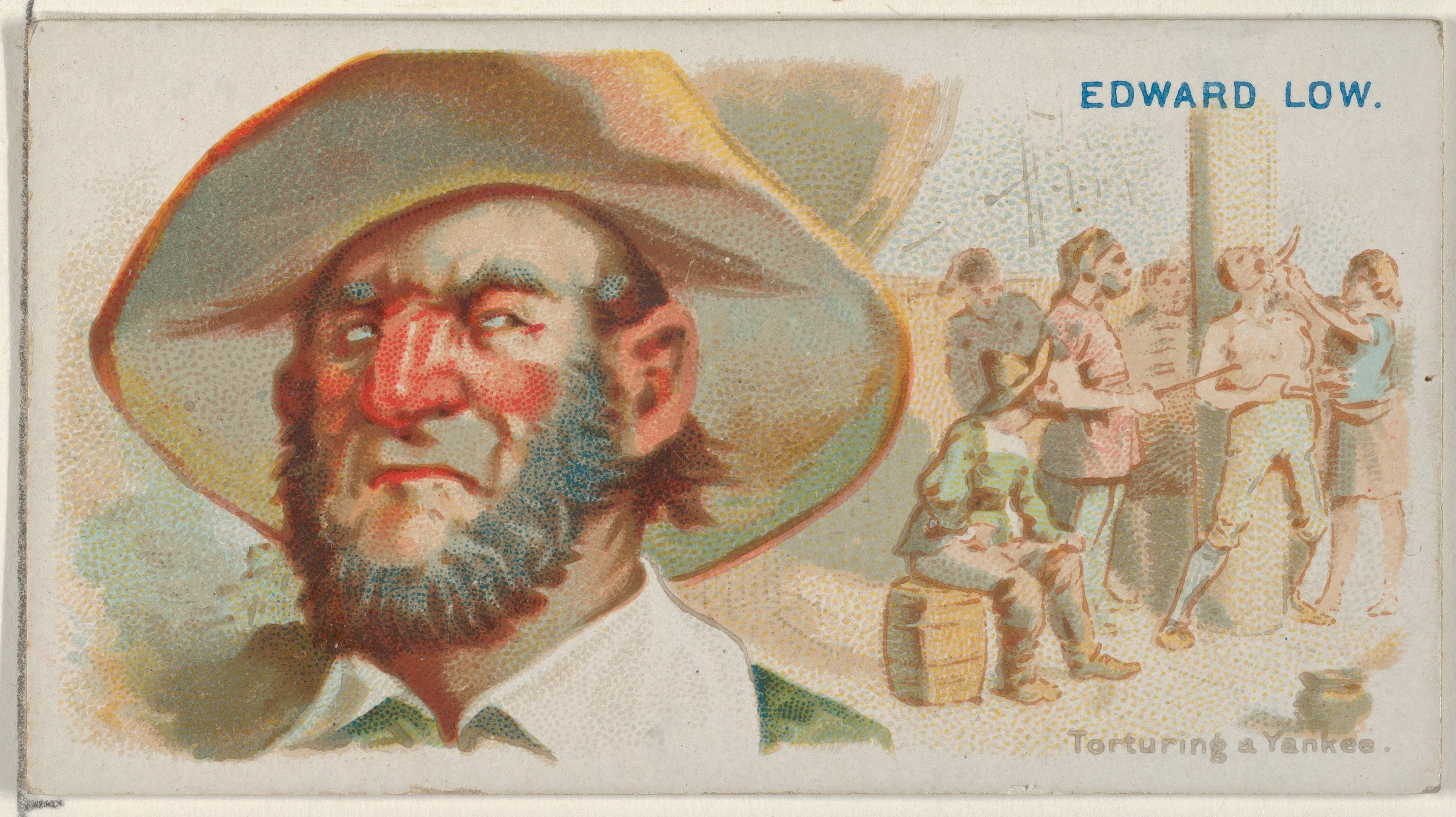
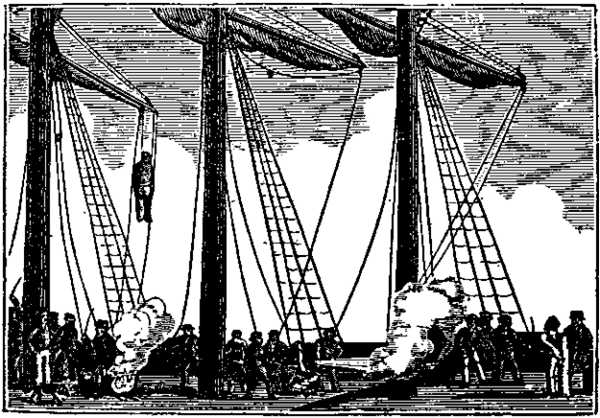
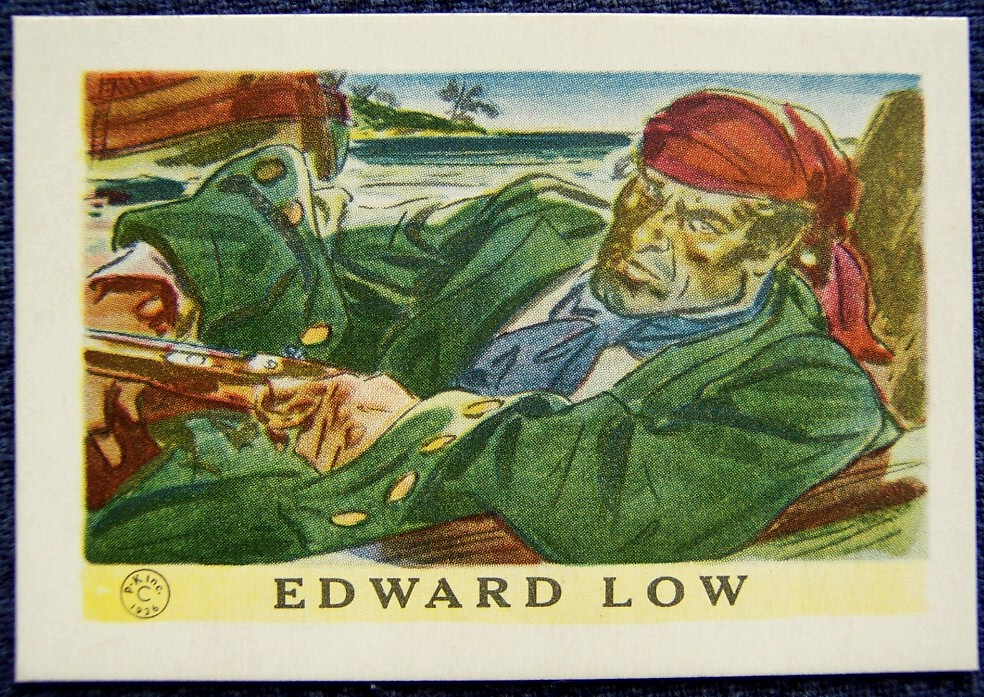